# ود الهميم
ود الهميم قرية تقع جنوب مدينة تمبول في السودان وغرب القرية يقع مصنع الجنيد وحول القريه تقع قرى مكنون وعد الغباش والكميلاب ود الحسين شرق ود الحسين غرب وجنوب القريه تقع مدينه رفاعة بي 15 كيلومتر تقريبا.